# Coupe baltique de futsal 2013
Navigation
Édition précédente 2014
La Coupe baltique de futsal 2013 est la troisième édition de la Coupe baltique de futsal qui a lieu en Lettonie dans la ville d'Ogre, un tournoi international de football pour les États des Pays baltes affiliées à la FIFA organisée par l'UEFA.

Les états des pays baltes

## Classements et résultats
| Équipe   | J | V | N | D | BM | BE | DB | Pts |
| -------- | - | - | - | - | -- | -- | -- | --- |
| Lettonie | 2 | 1 | 1 | 0 | 9  | 5  | +4 | 4   |
| Lituanie | 2 | 1 | 0 | 1 | 2  | 5  | -3 | 3   |
| Estonie  | 2 | 0 | 1 | 1 | 6  | 7  | -1 | 1   |

| 6 décembre 2013 | Lettonie  | 5 - 5 | Estonie | Ogres sporta hall, Ogre, Lettonie |  |
|                 |           |       |         |                                   |  |
|                 | (Rapport) |       |         |                                   |  |

| 7 décembre 2013 | Lituanie  | 2 - 1 | Estonie | Ogres sporta hall, Ogre, Lettonie |  |
|                 |           |       |         |                                   |  |
|                 | (Rapport) |       |         |                                   |  |

| 8 décembre 2013 | Lettonie  | 4 - 0 | Lituanie | Ogres sporta hall, Ogre, Lettonie |  |
|                 |           |       |          |                                   |  |
|                 | (Rapport) |       |          |                                   |  |